# Irajatherium
Irajatherium é um gênero conhecido apenas pela espécie Irajatherium hernadezi. Recebeu este nome em homenagem a Irajá Damiani Pinto.

## Espécie
Irajatherium hernadezi, é espécie conhecida apenas por um úmero, um fêmur, duas mandíbulas e uma arcada superior incompleta, possui os dentes pós-caninos superiores comprimidos transversalmente e os pós-caninos inferiores com uma cúspide central mais desenvolvida, seguida de três menores. Foi coletado no município de Faxinal do Soturno, Brasil.